# Antarctopelta
Az Antarctopelta (nevének jelentése 'antarktiszi pajzs') az ankylosaurus dinoszauruszok egyik neme. Egyetlen faja ismert, az A. oliveroi, amely az Antarktiszon élt a késő kréta korban. Közepes méretű ankylosaurus volt, a hossza nem haladta meg a 4 métert. Érdekes módon két különböző család jellegzetességeivel is rendelkezett, ami megnehezíti a pontos besorolását. Egyetlen fosszília alapján vált ismertté, amit 1986-ban, a James Ross-szigeten az első antarktiszi dinoszauruszként fedeztek fel, bár ez volt a kontinensről származó második lelet, amelyet hivatalosan elneveztek.

## Anatómia és osztályozás
Más ankylosaurusokhoz hasonlóan az Antarctopelta oliveroi négy lábon járó, zömök növényevő volt, melyet a bőrébe ágyazódott páncéllemezek (osteodermák) védtek. Bár a teljes csontváza nem került elő, a faj maximális hossza az orrától a farka végéig elérhette a 4 métert. A koponya csak nagyon kevéssé ismert, de annyi kiderült róla, hogy a töredékei a védelem érdekében nagymértékben elcsontosodtak. A supraorbitális csontként azonosított töredékből a szem felett egy rövid tüske állt ki. A levél formájú fogak aszimmetrikusak voltak, a pofa hegye közelében levők többségén pedig fogacskák helyezkedtek el. Ezek a fogak a többi ankylosauruséhoz viszonyítva aránylag nagyra nőttek, a legnagyobb keresztben elérte a 10 millimétert. Összehasonlításképpen a jóval nagyobb észak-amerikai Euoplocephalus 6–7 méter hosszú, míg a fogai átlagos szélessége csak 7,5 milliméter.
A farok különféle részeihez tartozó csigolyákra is rátaláltak. Bár a farok hegye nem fosszilizálódott, előkerült néhány kisebb, alul és felül elcsontosodott inakkal összekapcsolódott csigolya, ami eredetileg a farok vége közelében helyezkedett el. Az ankylosauridáknál ezek az inak segítenek a farok végének merevvé tételében és a nagy, csontos buzogány megtartásában. Ha az Antarctopelta rendelkezett is buzogánnyal, arra még nem bukkantak rá. Az Antarctopelta maradványai körül hat különböző típusú osteodermát fedeztek fel, de nagyon kevés kapcsolódott a csontvázhoz, ezért az elhelyezkedésük nagyrészt feltételezésen alapul. Ezek közé tartozik az is, amin egy nagy tüske lehetett. A lapos, téglalap alakú lemezek hasonlítanak a nodosaurida Edmontonia rugosidens nyakát védő osteodermákra. Kisebb, sokszögű csomókkal összekapcsolódott nagy körkörös lemezek is előkerültek, melyek talán egy olyan csípő körüli pajzsot alkottak, ami a Sauropeltánál látható. Egy másik, ovális alakú, középen tarajjal ellátott osteoderma is ismertté vált. Az ötödik típusba tartozó lemezek közül néhányat a bordákkal összeforrva találtak meg, ami arra utal, hogy ezek az ankylosaurusokra nagyon jellemző mintát alkotva az állat oldalán sorokba rendeződtek. Az utolsó csoport főként apró csontos csomókból állt, melyek valószínűleg az állat testén szétszóródva helyezkedtek el. Több olyan bordát is találtak, amelyekhez ilyenek kapcsolódtak.
Az Antarctopelta több nodosaurida jellemzővel is rendelkezett, főként a fogakat és a páncélzatot illetően, bár a feltételezés szerint buzogányban végződő farok inkább az ankylosauridákéra hasonlít. A tulajdonságok mozaikja megnehezíti a nem megfelelő családba való besorolását. Az Ankylosauria kétséges neveként jelölték meg, de sosem végeztek rajta filogenetikus elemzést.

## Felfedezés és elnevezés
A holotípus avagy az eredeti példány az egyetlen ismert példány ehhez a nemhez és fajhoz tartozóan, és az első Antarktiszon felfedezett dinoszaurusz is egyúttal. Három különálló fogból, az állkapocscsont darabjaiból, egy másik, helyén maradt fogból, néhány egyéb koponyatöredékből, nyak-, hát-, keresztcsonti és farokcsigolyákból, a végtagok részeiből (lapockából, csípőcsontból, és combcsontból), a lábfej csontjaiból (öt lábközépcsontból és két lábujjból), valamint több páncéldarabból áll. Ezt a példányt az Antarktiszi-félsziget közelében levő James Ross-szigeten találták meg 1986 januárjában.
Két argentin geológus, Eduardo Olivero és Roberto Scasso fedezte fel, de a feltárása majdnem egy évtizedig tartott a fagyott föld és a hideg időjárás miatt. A leletanyag egy 6 négyzetméteres területen került elő, több ásatási időszak során, de a feltételezés szerint egyetlen példányhoz tartozott. A csontváz nagy része rossz állapotban őrződött meg, ugyanis a felszínhez legközelebb levő csontok éveken át töredeztek a fagyás és olvadás váltakozása miatt.
Bár a lelet évtizedeken át ismert volt és három különböző cikket is megjelentettek róla, az Antarctopelta oliveroi csak 2006-ban kapott nevet két argentin őslénykutatótól Leonardo Salgadótól és Zulma Gasparinitől. Annak ellenére, hogy korábban fedezték fel, ez a nem lett az 1993-ban publikált nevű Cryolophosaurust követően a másodikként elnevezett antarktiszi dinoszaurusz. A név a lelőhelyre, Antarktiszra és az állat páncélozott természetére utal. Az Antarktisz az ógörög αντ / ant- (szemben, ellentétesen) és αρκτος / arktosz 'medve' (az észak felé mutató Nagy Medve csillagképre utalva) szavak összetételéből származik. A görög πελτη / pelté 'pajzs' szó gyakori része az ankylosaurus dinoszaurusz neveknek (például (Cedarpelta, Sauropelta). Az egyetlen ismert faj, az A. oliveroi a holotípust felfedezője, az Antarktiszon évtizedekig dolgozó Eduardo Olivero után kapta a nevét.
Egy korábbi mű arra utal, hogy a James Ross-szigeten talált ankylosaurus fiatal egyed volt. Ezzel szemben egy újabb vizsgálat szerint a csigolyák különböző részei teljesen összeforrtak, noha egy fiatal állatnál varratoknak kellene lennie a csigolyanyúlványok és a csigolyatestek (centrumok) között. Egy több csonton elvégzett előzetes hisztológiai elemzés átformálódást jelez, ami az újonnan kialakult csontoknál nem látható.

## Környezet
A holotípus csontváz az Antarktiszon, a Santa Marta-formácó Gamma-tagozatától körülbelül 90 méterre került elő. Ez a tagozat egy sekély tengeri környezet lerakódása, ami különféle tengeri fosszíliákat őrzött meg, például cápafogakat, valamint a moszaszauruszok közé tartozó Lakumasaurus antarcticus, az ammoniteszek, a kagylók és csigák maradványait.
A korjelző fosszíliák, mint például az ammoniteszek arra utalnak, hogy a kőzet a késő kréta kor késő campaniai alkorszakában keletkezett, körülbelül 74–70 millió évvel ezelőtt. Annak ellenére, hogy az Antarctopeltát tengeri üledékben találták meg, a többi ankylosaurushoz hasonlóan a szárazföldön élt. A többi ankylosaurus is tengeri üledékből került elő, valószínűleg azért, mert a tetemeik belesodródtak a tengerbe.
Bár az Antarktisz a kréta időszakban a déli-sarki régióban helyezkedett el, a Föld jóval melegebb volt, mint napjainkban, a kontinenst nem fedte jégtakaró. Az Antarctopelta oliveroihoz hasonló állatok tűlevelűekből és lombhullató fákból álló erdőkben éltek. A magas hőmérséklet ellenére a magasabb szélességi körökön ugyanúgy beállt a téli sötétség, ahogy napjainkban is. Az időszak során az Antarktiszi-félsziget, a James Ross-szigettel együtt Dél-Amerikához kapcsolódott, lehetővé téve a két kontinens faunájának kicserélődését. Azonban eddig még nem került elő bizonyíték az Antarktisz és Dél-Amerika közös ankylosaurus faunájára vonatkozóan.

## Fordítás
- Ez a szócikk részben vagy egészben a Antarctopelta című angol Wikipédia-szócikk ezen változatának fordításán alapul.  Az eredeti cikk szerkesztőit annak laptörténete sorolja fel. Ez a jelzés csupán a megfogalmazás eredetét és a szerzői jogokat jelzi, nem szolgál a cikkben szereplő információk forrásmegjelöléseként.